# Пяски (Ґрудзьондзький повіт)
Пя́ски (пол. Piaski, нім. Piasken) — село в Польщі, у гміні Ґрудзьондз Ґрудзьондзького повіту Куявсько-Поморського воєводства.
Населення — 416 осіб (2011).
У 1975—1998 роках село належало до Торунського воєводства.

## Демографія
Демографічна структура станом на 31 березня 2011 року:
|          | Загалом | Допрацездатний вік | Працездатний вік | Постпрацездатний вік |
| -------- | ------- | ------------------ | ---------------- | -------------------- |
| Чоловіки | 221     | 46                 | 162              | 13                   |
| Жінки    | 195     | 36                 | 132              | 27                   |
| Разом    | 416     | 82                 | 294              | 40                   |